# Idiops rastratus
Espèce
Synonymes
- Dendricon rastratum O. Pickard-Cambridge, 1889

Idiops rastratus est une espèce d'araignées mygalomorphes de la famille des Idiopidae.

## Distribution
Cette espèce est endémique du Brésil. Elle se rencontre dans les États de São Paulo, de Rio de Janeiro, du Minas Gerais, d'Espírito Santo et de Bahia.

## Description
Le mâle décrit par Fonseca-Ferreira, Guadanucci, Yamamoto et Brescovit en 2021 mesure 11,2 mm et la femelle 13 mm.

## Systématique et taxinomie
Cette espèce a été décrite sous le protonyme Dendricon rastratum par O. Pickard-Cambridge en 1889. Elle est placée dans le genre Pseudidiops par Pocock en 1895 puis dans le genre Idiops par Raven en 1985.

## Publication originale
- O. Pickard-Cambridge, 1889 : « On a new tree trap-door spider from Brazil. » Proceedings of the Zoological Society of London, vol. 1889, p. 250-252 (texte intégral).